# ピエール・レオナール・ヴァンデール・リンデン
ピエール・レオナール・ヴァンデール・リンデン（Pierre Léonard Vander Linden、または Pierre Léonard Van Der Linden、1797年12月12日 - 1831年4月5日）はベルギーの昆虫学者である。
奨学金を得て、イタリアで植物学者、アントーニオ・ベルトローニや動物学者、カミロ・ランザーニ（Camillo Ranzani）らのもとで学んだ。1821年にボローニャ大学で医学の学位を得た。パリに住んだ後、1822年にベルギーに戻り、ルーヴェン大学からも医学の学位を得た。科学人文博物館（Musée des sciences et des lettres）の動物学の教授となり、アテナウム（Athenaeum）で自然科学を教えた。
ハチの研究を専門とし、著書にヨーロッパのハチに関する著書、"Observations sur les hymenoptères d'Europe de la famille des fouisseurs"や"Essai sur les insectes de Java et des îles voisines" (1829)などがある。